# Ariel (editorial)
Ariel va ser una editorial fundada a Barcelona el 1942 per Pepe Calsamiglia i Alexandre Argullós. A partir d'una ampliació de capital, Joan Reventós va convertir-se en copropietari i es va involucrar en les activitats editorials.
Ariel va publicar per primera vegada a Espanya autors com Herbert Marcuse, Eric Hobsbawn, John Kenneth Galbraith i Noam Chomsky. Alberto Corazón va dissenyar les portades de la col·lecció de butxaca «Ariel Quincenal», la col·lecció creada sota la direcció de Xavier Folch. Després d'un fallit intent de fusió amb l'Editorial Labor, Ariel es va associar a l'Editorial Seix Barral i va ser posteriorment adquirida pel Grupo Planeta a la dècada del 1980.